# Fozzy

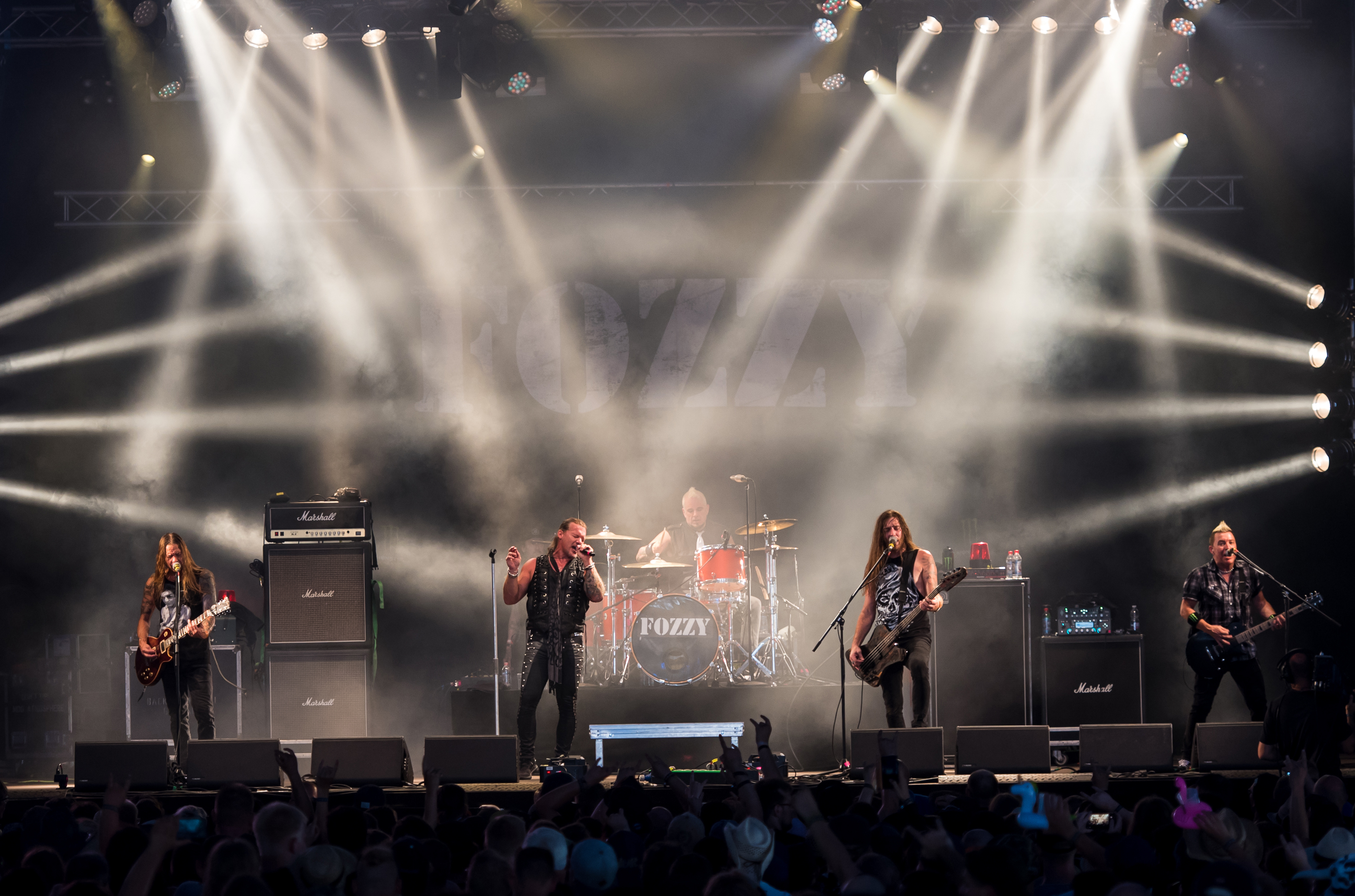
Fozzy live op het Duitse festival Wacken Open Air, 2018

Fozzy is een Amerikaanse heavymetalband uit Atlanta (Georgia) die in 1999 werd gevormd door leadzanger Chris Jericho als zijn alias Moongoose McQueen.

## Geschiedenis
Fozzy valt onder te brengen in de genres heavy metal en hardrock. De huidige line-up bestaat uit zanger Chris Jericho alias "Y2J" (Why to 'J'), leadgitarist en toetsenist Rich Ward, drummer Frank "Bud" Fontsere (die beide tevens lid waren van de rapformatie Stuck Mojo), ritmegitarist Billy Gray en bassist Randy Drake. In 1999 stonden Jericho, Ward, Fontsere, Ryan Mallam (ritmegitarist) en Dan Dryden (bassist) aan de wieg van Fozzy. Frontman Jericho en Ward ontmoetten elkaar destijds in San Antonio, Texas en zijn verantwoordelijk voor de formatie van de band. Fontsere was vier jaar afwezig, maar keerde in 2009 terug. Jericho en Ward zijn de enige oorspronkelijke leden die steeds in de formatie actief waren. In 2000 brachten de leden het eerste album uit, dat homoniem de naam Fozzy kreeg. Anno 2021 heeft de band zeven studioalbums en één livealbum uitgebracht. Hun eerste twee albums (Fozzy en Happenstance) bestaan voornamelijk uit covers van bijvoorbeeld Black Sabbath met wat origineel materiaal, terwijl de daaropvolgende albums sindsdien origineel materiaal de primaire focus hebben gemaakt. De bandleden treden op onder een alias/alter ego. Jericho speelde feitelijk, naar eigen zeggen, een karakter genaamd Moongoose McQueen als hij op het podium stond.
Als onderdeel van de "gimmick" van de band weigerde zanger Jericho, die het als professioneel worstelaar gewend was om personages neer te zetten, te erkennen dat Moongoose McQueen en Chris Jericho eigenlijk dezelfde persoon waren. Wanneer hij werd geïnterviewd als Moongoose, bleef hij de hele tijd in karakter en veinsde zelfs onwetendheid over wie Chris Jericho was. Anderzijds was de "echte" Chris Jericho (lees: niet als zanger) een "grote fan" van Moongoose en Fozzy. 
Frontman Chris Jericho beschreef de band in november 2012 als: "Als Metallica en Journey een buitenechtelijk kind zouden hebben, dan was het Fozzy".

## Bezetting
Huidige leden
- Chris Jericho alias Moongoose McQueen – leadzang (1999–heden)
- Rich Ward alias Duke LaRüe – leadgitaar, keyboards, achtergrondzang (1999–heden)
- Frank "Bud" Fontsere alias KK LaFlame – drums, achtergrondzang (1999–2005, 2009–heden)
- Billy Grey alias Miles Biscuit – gitaar, achtergrondzang (2010–heden)
- Randy Drake – basgitaar, achtergrondzang (2015–2017, 2018–heden)

Voormalige leden
- Ryan Mallam alias The Kidd – gitaar, achtergrondzang (1999–2004)
- Dan Dryden alias Shawn "Sports" Popp – basgitaar, achtergrondzang (1999–2001)
- Keith Watson alias Claude "Watty" Watson – basgitaar, achtergrondzang (2001–2003)
- Mike Martin – gitaar, achtergrondzang (2004–2010)
- Sean Delson – drums, achtergrondzang (2003–2011)
- Paul Di Leo – basgitaar, achtergrondzang (2011–2014, 2016–2018)

## Albums
- Fozzy (2000)
- Happenstance (2002)
- All that Remains (2005)
- Chasing the Grail (2010)
- Sin and Bones (2012)
- Do You Wanna Start a War (2014)
- Judas (2017)